# Xã Pierce, Quận Barnes, Bắc Dakota
Xã Pierce (tiếng Anh: Pierce Township) là một xã thuộc quận Barnes, tiểu bang Bắc Dakota, Hoa Kỳ. Năm 2010, dân số của xã này là 74 người.